# Bryna McCarty
Bryna McCarty (* 22. März 1983) ist eine ehemalige US-amerikanische Skirennläuferin. Sie erzielte ihre größten Erfolge in den schnellen Disziplinen Abfahrt und Super-G. Im Nor-Am Cup gewann sie mit insgesamt fünf Siegen jeweils einmal die Abfahrts- und die Super-G-Wertung; im Weltcup fuhr sie in zwei Abfahrten unter die besten zehn.

## Biografie
McCarty bestritt im Dezember 1998 ihre ersten FIS-Rennen. Im Februar 1999 nahm sie erstmals an einem Rennen im Nor-Am Cup teil und gewann auch gleich ihre ersten Punkte. Danach startete sie wieder hauptsächlich in FIS-Rennen, bei denen sie im März 2000 ihren ersten Sieg feierte. Ab der Saison 2000/01 startete McCarty regelmäßig im Nor-Am Cup und fuhr im Februar 2001 erstmals unter die besten zehn. Der Durchbruch gelang ihr in der Saison 2001/02, als sie am 9. Dezember 2001 die Abfahrt von Lake Louise gewann und mit weiteren drei Podestplätzen (2× Abfahrt und 1× Super-G) Platz zwei in der Abfahrtswertung, Rang vier in der Super-G-Wertung und Platz sieben im Gesamtklassement erreichte. Im selben Winter nahm sie auch erstmals an Europacuprennen teil. Bei den Juniorenweltmeisterschaften 2002 belegte sie Platz 13 in der Abfahrt und Rang 16 im Super-G.
Im November und Dezember 2002 kam McCarty bei den Nordamerikarennen in Aspen und Lake Louise zu ihren ersten vier Einsätzen im Weltcup. In der ersten Abfahrt von Lake Louise gewann sie als 25. ihre ersten Weltcuppunkte. Im Nor-Am Cup konnte sie in der Saison 2002/03 mit zwei Siegen und einem zweiten Platz die Abfahrtswertung für sich entscheiden. Im Super-G-Klassement belegte sie mit zwei Podestplätzen den sechsten Rang, womit sie in der Gesamtwertung auf Platz fünf kam. Im Europacup konnte sie ebenfalls zwei Podestplätze in den Abfahrten von Tarvisio und Innerkrems verbuchen, womit sie Sechste der Abfahrtswertung wurde. Bei den Juniorenweltmeisterschaften 2003 erzielte sie den achten Platz in der Abfahrt.
In der Nor-Am Cup Saison 2003/04 erreichte McCarty in den sechs Super-Gs der Saison zwei Siege, zwei zweite und zwei fünfte Plätze, womit sie in diesem Winter die Super-G-Wertung für sich entschied. In der Abfahrt fiel sie allerdings mit nur einem Podestplatz auf Rang sieben zurück, aber in der Gesamtwertung erzielte sie mit Platz vier das beste Ergebnis ihrer Karriere. Im Europacup erreichte sie in diesem Winter insgesamt drei Podestplätze, darunter ihr einziger Sieg im Super-G von Innerkrems am 21. Januar 2004. Sie konnte sich damit sowohl in der Abfahrt- als auch in der Super-G-Wertung unter den besten zehn klassieren. Kurz nach ihrem Europacupsieg fand McCarty auch im Weltcup Anschluss an die Spitze. Nachdem sie zu Beginn der Weltcupsaison 2003/04 in den beiden Abfahrten von Lake Louise jeweils den 26. Platz belegte und danach in zwei Rennen ohne Punkte blieb, erreichte sie am 30. Januar 2004 in der ersten Abfahrt von Haus im Ennstal überraschend den fünften Platz und damit das beste Weltcupergebnis ihrer Karriere. Am folgenden Tag erzielte sie mit Platz neun in der zweiten Abfahrt ihr zweitbestes Resultat. Mit Rang 13 beim Saisonfinale in Sestriere belegte sie schließlich den 21. Platz im Abfahrtsweltcup.
Im folgenden Winter konzentrierte sich McCarty fast ausschließlich auf den Weltcup. Sie konnte sich in der Saison 2004/05 regelmäßig in den Punkterängen klassieren und fuhr sechsmal unter die besten 20, Top-10-Ergebnisse gelangen ihr jedoch nicht. Das beste Saisonergebnis war der 13. Platz in der Abfahrt von Lake Louise am 4. Dezember. Im Endklassement bedeutete dies Rang 23 in der Abfahrt, Platz 30 im Super-G und Rang 57 im Gesamtweltcup. Zudem wurde sie im April 2005 US-amerikanische Meisterin im Super-G. In der Saison 2005/06 verschlechterten sich McCartys Resultate allerdings deutlich. Sie kam nur noch in zwei von 14 Weltcuprennen in die Punkteränge, weshalb sie ab Februar wieder im Nor-Am Cup starten musste, wo ihr drei Podestplatzierungen gelangen und sie jeweils Neunte in der Abfahrts- und Super-G-Wertung wurde. Nach dieser Saison beendete McCarty ihre Karriere, startete im nächsten Winter aber noch bei wenigen FIS-Rennen.

## Erfolge

### Weltcup
- Zwei Platzierungen unter den besten zehn

### Nor-Am Cup
- Saison 2001/02: 7. Gesamtwertung, 2. Abfahrt, 4. Super-G
- Saison 2002/03: 5. Gesamtwertung, 1. Abfahrt, 6. Super-G
- Saison 2003/04: 4. Gesamtwertung, 7. Abfahrt, 1. Super-G
- Saison 2005/06: 9. Abfahrt, 9. Super-G
- 17 Podestplätze, davon 5 Siege:

| Datum             | Ort         | Land   | Disziplin |
| ----------------- | ----------- | ------ | --------- |
| 9. Dezember 2001  | Lake Louise | Kanada | Abfahrt   |
| 14. Dezember 2002 | Lake Louise | Kanada | Abfahrt   |
| 8. Februar 2003   | Aspen       | USA    | Abfahrt   |
| 8. Dezember 2003  | Lake Louise | Kanada | Super-G   |
| 9. Dezember 2003  | Lake Louise | Kanada | Super-G   |

### Europacup
- Saison 2002/03: 6. Abfahrtswertung
- Saison 2003/04: 8. Abfahrtswertung, 9. Super-G-Wertung
- Ein Sieg (Super-G in Innerkrems am 23. Januar 2004) und weitere fünf Podestplätze

### Juniorenweltmeisterschaften
- Tarvisio 2002: 13. Abfahrt, 16. Super-G
- Briançonnais 2003: 8. Abfahrt, 34. Riesenslalom

### Weitere Erfolge
- US-amerikanische Meisterin im Super-G 2005
- 7 Siege in FIS-Rennen